# فرمانده نیروهای دفاعی لسوتو
فرمانده نیروهای دفاعی لسوتو بالاترین مقام حرفه‌ای در نیروی دفاعی لسوتو است. او مسئول اداره و کنترل عملیاتی نیروهای نظامی لسوتو می‌باشد.

## جایگاه و مسئولیت‌ها
فرماندهی کل نیروهای مسلح کشور را در اختیار دارد؛
مسئول آموزش، آمادگی رزمی و انضباط در ساختار نظامی است؛
اجرای سیاست‌های دفاعی و امنیتی دولت را مدیریت می‌کند؛
در صورت نیاز، نماینده نیروهای مسلح در مجامع داخلی و بین‌المللی است؛
مستقیماً به دولت لسوتو و وزارت دفاع لسوتو پاسخ‌گو است.

## فهرست فرماندهان نیروی دفاعی لسوتو
| تصویر | درجه نظامی | نام فرمانده         | تاریخ شروع مسئولیت | تاریخ پایان مسئولیت | مدت زمان مسئولیت    | شاخه نظامی        | منابع         |
| ----- | ---------- | ------------------- | ------------------ | ------------------- | ------------------- | ----------------- | ------------- |
|       | سپهبد      | ماخولا موزاکنگ      | ؟                  | ۱۲ سپتامبر ۱۹۹۸     | ؟                   | ارتش لسوتو        | [ ۱ ]         |
|       | سپهبد      | ماخولا موزاکنگ      | ۲۰۰۰               | اکتبر ۲۰۰۴          | حدود ۴ سال          | ارتش لسوتو        | [ ۲ ]         |
|       | سپهبد      | توسو موتانیان       | اکتبر ۲۰۰۴         | ۲۴ اوت ۲۰۱۱         | حدود ۶ سال و ۱۰ ماه | ارتش لسوتو        | [ ۳ ] [ ۴ ]   |
|       | سرلشکر     | فاطولی لکانیانه     | ۲۴ اوت ۲۰۱۱        | ۱۵ مارس ۲۰۱۲        | حدود ۶ ماه          | ارتش لسوتو        | [ ۵ ]         |
|       | سپهبد      | طلایی کامولی        | ۱۵ مارس ۲۰۱۲       | ۲۹ اوت ۲۰۱۴         | حدود ۲ سال و ۵ ماه  | ارتش لسوتو        | [ ۶ ] [ ۷ ]   |
|       | سپهبد      | ماپارانکوه مهاو     | ۲۹ اوت ۲۰۱۴        | فوریه ۲۰۱۵          | حدود ۵ ماه          | ارتش لسوتو        | [ ۸ ]         |
|       | سپهبد      | طلایی کامولی        | فوریه ۲۰۱۵         | ۱ دسامبر ۲۰۱۶       | حدود ۱ سال و ۱۰ ماه | ارتش لسوتو        | [ ۹ ] [ ۱۰ ]  |
|       | سپهبد      | کوانتل موتسوموتشو   | ۱ دسامبر ۲۰۱۶      | ۵ سپتامبر ۲۰۱۷      | حدود ۹ ماه          | ارتش لسوتو        | [ ۱۱ ] [ ۱۲ ] |
|       | سرلشکر     | لینئو پوپا (سرپرست) | ۵ سپتامبر ۲۰۱۷     | ۲۳ ژانویه ۲۰۱۸      | حدود ۴ ماه          | ارتش لسوتو        | [ ۱۳ ]        |
|       | سپهبد      | موجالفا لتسولا      | ۲۳ ژانویه ۲۰۱۸     | اکنون               | در حال حاضر         | نیروی هوایی لسوتو | [ ۱۴ ]        |